# Masalia albiseriata
Masalia albiseriata is een vlinder uit de familie uilen (Noctuidae). De wetenschappelijke naam van deze soort is voor het eerst geldig gepubliceerd in 1903 door Druce.
De soort komt voor in tropisch Afrika.